# 卵泡膜细胞瘤
卵泡膜细胞瘤（英語：Thecomas, theca cell tumors）是一种良性的卵巢肿瘤，其仅由卵泡膜细胞组成。组织学上它隶属于性腺间质肿瘤。
此类疾病是典型的雌性激素引起，并常见于老年妇女（平均59岁，84%在更年期以后）。60%的病人有异常子宫出血症状，20%的患者伴有子宫内膜肿瘤。

## 病理学特征

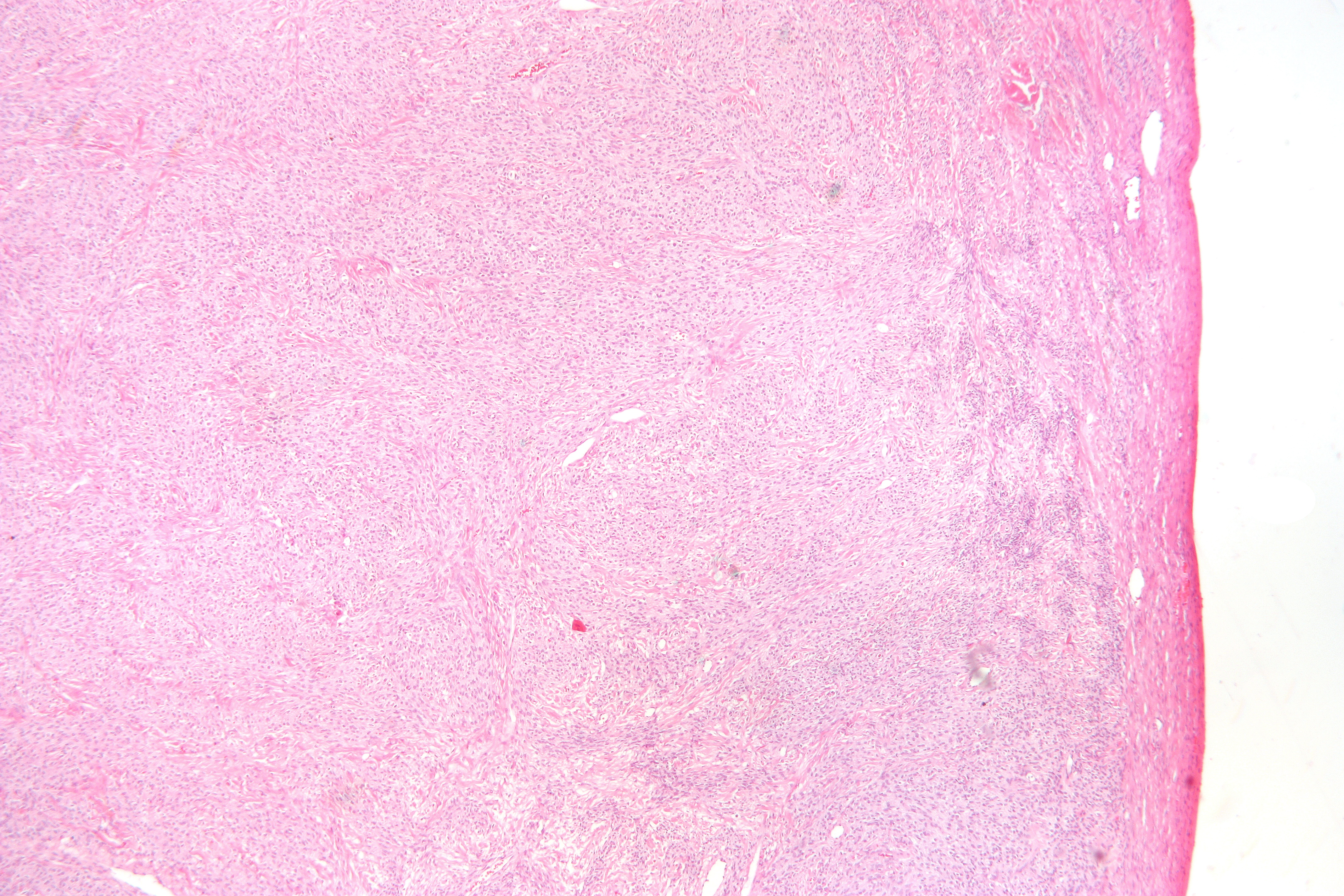
低度显微镜下的卵泡膜细胞瘤正在挤压卵巢皮质（图中右侧）

肿瘤通常为实性，颜色为黄色。显微镜下的成像反映，肿瘤时常挤压卵巢皮质。其肿瘤细胞中细胞质充满丰富脂质。